# Tagtser Rinpoche
| Tibetische Bezeichnung                            |
| ------------------------------------------------- |
| Tibetische Schrift: སྟག་མཚེར་རིན་པོ་ཆེ་                |
| Wylie-Transliteration: stag mtser rin po che      |
| Offizielle Transkription der VRCh: Dagcêr Rinboqê |
| Chinesische Bezeichnung                           |
| Vereinfacht: 当彩活佛                             |
| Pinyin:Dangcai huofo                              |

Tagtser Rinpoche (tib. stag mtser rin po che) ist eine wichtige Inkarnationsreihe des Kumbum-Klosters, eines Klosters der Gelug-Schule des tibetischen Buddhismus in Qinghai. Es sind derzeit sechs Vertreter des Systems bekannt. Er ist gleichzeitig Abt des Shadzong-Klosters (shwa rdzong dgon).
Der bekannteste Vertreter der Reihe ist der 6. Tagtser Rinpoche, Thubten Jigme Norbu (thub stan 'jigs med nor bu; 1922–2008), der älteste Bruder von Tendzin Gyatsho, dem 14. Dalai Lama.
In der folgenden Übersicht sind die tibetischen Namensformen angegeben, zusätzlich in chinesischer Schreibung.

## Liste der Tagtser Rinpoches
Pinyin/chin./dt. Umschrift/Umschrift nach Wylie/Lebensdaten
- 1. Luosang Duojie 罗桑多杰 Lobsang Dorje
- 2. Yixi Gesang 益希噶桑 Yeshe Kelsang (1706–)
- 3. Luosang Kezhu Nima 罗桑克珠尼玛 Lobsang Khedrub Nyima
- 4. Luosang Daji 罗桑达吉 Lobsang Dargye
- 5. Luosang Cuichen Jiumei Jiacuo 罗桑崔臣晋美嘉措 (1856–) Lobsang Tshülthrim Jigme Gyatsho
- 6. Tudan Jimei Nuorbu 图丹晋美诺尔布 Thubten Jigme Norbu (thub stan 'jigs med nor bu) (1922–2008)